# Farena (Rupandehi)
Farena – gaun wikas samiti w zachodniej części Nepalu w strefie Lumbini w dystrykcie Rupandehi. Według nepalskiego spisu powszechnego z 2001 roku liczył on 516 gospodarstw domowych i 3634 mieszkańców (1724 kobiet i 1910 mężczyzn).